# わるきゅ〜れ
わるきゅ～れ（VALKYRIA）は、株式会社オーディンが運営するアダルトゲームブランドである。本項では、販売した作品をアダルトアニメとして制作するアニメーションブランド「わるきゅ〜れ++」についても解説する。

## わるきゅ～れ
2004年の創設以来、「エロくなければエロゲーじゃない！」を合言葉とし、主に低価格ソフトをリリースし続けているブランド。代表作となった『レイプ！レイプ！レイプ！』を初め、多くの鬼畜系・陵辱系ゲームを手掛けており、エロティシズムを重視した作品（いわゆる抜きゲー）を多数発売している。どの作品においても、密度の濃いHシーンが多数挿入されており、ゲーム中におけるCGの割合において、エロCGが100％という作品も少なくない。独特のシチュエーションや言い回し、喘ぎ声も魅力の一つとされている。
ディレクターのモルデカイはアダルトゲーム雑誌「BugBug」とのインタビューの中で、『プレイ！』シリーズや『女体狂乱』シリーズ、触手の出てくる魔法少女ものは自分の性癖のままに内容を考えており、このような作品の人気が出ることで自信につながると述べている。一方、モルデカイはより過激な内容も考えられるが、倫理的な事情から製品化できないと述べている。また、『ガチンコ！ビッチクラブ』をはじめとするビッチシリーズは、凌辱ではない、性的要素の強い作品を作りたいと考えたことがきっかけだとしている。
また、「わるきゅ～れAddict」というシリーズも手掛けており、よりコアなジャンルの作品も存在する。「Addict（アディクト）」とは中毒者の意。なお、オフィシャルホームページに描かれているマスコットキャラクターの名前は「わるこ」ちゃん。職業はわるきゅ～れのマスコット兼、戦神・ヴァルキリー。

## わるきゅ～れ++
2009年に創設された、アダルトアニメーションを製作するブランド。「＋＋」は「プラプラ」と読む。わるきゅ～れブランドで製作されたアダルトゲームのOVAを製作している。同社のアダルトアニメは一般的なアダルトアニメよりも安価で販売されているのが特徴。

## 作品一覧

### わるきゅ～れ（作品一覧）
| タイトル                                                          | 発売日          | 発売日          | 備考 |
| タイトル                                                          | ダウンロード版  | パッケージ版    | 備考 |
| ----------------------------------------------------------------- | --------------- | --------------- | --- |
| いもうと妊娠                                                      | 2004年5月 7日   | 2004年6月25日   | |
| ブルマ汁 ～肉欲少女人形～                                         | 2004年 9月 9日  | 2004年10月 1日  | |
| ふたりはいつもいっしょなり。 ～淫汁絶頂な関係～                   | 2004年11月 3日  | 2004年11月26日  | |
| 彼女はアナル奴隷 ～復讐の尻穴折檻～                               | 2005年 2月 4日  | 2005年 2月18日  | |
| 怪盗L☆lita&you ～姉妹監禁肉遊～                                   | 2005年 4月15日  | 2005年 4月28日  | |
| いもうと妊娠2 ～淫・胎・悶・絶～                                  | 2005年 6月10日  | 2005年 6月24日  | |
| 縛・淫女の館                                                      | 2005年 9月 2日  | 2005年 9月16日  | |
| レイプ！レイプ！レイプ！                                          | 2006年 2月 3日  | 2006年 2月10日  | |
| 乳ちちちちち～ッ！ ～ミルクまみれカフェ～                         | 2007年 4月20日  | 2007年 4月27日  | |
| プリンセスナイト☆カチュア ～堕ちた竜騎姫～                        | 2007年 7月27日  | 2007年 8月 3日  | |
| 吸尻鬼 ～アナル姫肛姦調教録～                                     | 2008年 2月15日  | 2008年 2月22日  | |
| 女体狂乱 ～これが私の望んだボディ～                               | 2008年 8月22日  | 2008年 8月22日  | |
| 学・校・水・着 ～ザーメンプールで泳いだら～                       | 2008年12月26日  | 2008年12月26日  | |
| 魔法少女えれな ～肉姦淫獄の果てに～                               | 2009年 4月17日  | 2009年 4月24日  | |
| いもうと××完全版 ～妹天使との戯れ～                               | 2009年 8月14日  | 2009年 8月14日  | |
| オオカミ少女レオナ－野性崩壊白痴狂育－                            | 2009年11月 6日  | 2009年11月13日  | |
| プレイ！プレイ！プレイ！                                          | 2010年 4月 9日  | 2010年 4月16日  | |
| デブトピア                                                        | －              | 2010年11月19日  | 諸般の事情により2012年10月18日付で『デブプラス』より改題。                                                                                            |
| 女体狂乱－爆ぜ乙女－                                              | 2011年 5月 6日  | 2011年 5月13日  | |
| コキカノ～イカせて、心愛ちゃん！～                                | 2011年 9月30日  | 2011年 9月30日  | |
| チョコレート・プリンセス！～淫獄の!?ホームステイ～                | 2012年 2月17日  | 2012年 2月24日  | |
| 時をかける処女～破瓜永久連鎖～                                    | 2012年 7月20日  | 2012年 7月27日  | |
| もっと！デブトピア                                                | 2012年11月30日  | 2012年11月30日  | 当初のタイトルは『NEWデブプラス』で2012年10月26日発売の予定だったが、諸般の事情により10月18日付で現在のタイトルに改題、発売日も11月30日に延期された。 |
| プレイ！プレイ！プレイ！惨                                        | 2013年 4月19日  | 2013年 4月26日  | |
| 魔法少女みおん～魔生受胎の刻～                                    | 2013年 7月19日  | 2013年 7月26日  | |
| 百姓繚乱コナギいっき！～人外魔姦伝～                              | 2013年10月18日  | 2013年10月25日  | |
| ギャンブラー☆ジェシカ～THE Erotic Gambling!!～                    | 2014年 2月28日  | 2014年 2月28日  | |
| 巫女喰イ～魔手ノ黒箱～                                            | 2014年 4月25日  | 2014年 4月25日  | |
| 永久恋愛みるくクリーム～オナニー×オナニー～                       | 2014年 7月25日  | 2014年 7月25日  | |
| ガチンコ！ビッチクラブ                                            | 2014年 9月26日  | 2014年 9月26日  | |
| 女体狂乱3－カオスボディ－                                         | 2014年12月26日  | 2014年12月26日  | |
| プレイ！プレイ！プレイ！屍                                        | 2015年 5月29日  | 2015年 5月29日  | |
| 聖騎士セルシア ～悪辣たる姫君～                                   | 2015年10月23日  | 2015年10月23日  | |
| 絶対暗示マラオネット～催眠復讐ゲーム～                            | 2016年 1月29日  | 2016年 1月29日  | |
| 魔装の国のアリス Alice in Immoral-Land                            | 2016年 4月28日  | 2016年 4月28日  | |
| 裏生徒会よ、肛門を制圧せよ！                                      | 2016年 8月26日  | 2016年 8月26日  | |
| ネトラレンアイ～愛する彼女が結んだ淫らな契約～                    | 2016年11月25日  | 2016年11月25日  | |
| 姦獄城～淫虐の支配～                                              | 2017年 2月24日  | 2017年 2月24日  | |
| 外道魔法少女りんね～悪淫悪化～                                    | 2017年 5月26日  | 2017年 5月26日  | |
| チチガミサマのいうとおりっ！                                      | 2017年 7月28日  | 2017年 7月28日  | |
| 食べドル☆小町ちゃん～アイドルがむっちりでエッチじゃダメですか？～ | 2017年 9月15日  | －              | |
| 娘くずし～父と娘の狂縁～                                          | 2017年11月24日  | 2017年11月24日  | |
| グリムリーパー！－刈魔執行乙女隊－                                | 2018年 2月23日  | 2018年 2月23日  | |
| プレイ！プレイ！プレイ！GO！                                      | 2018年 5月25日  | 2018年 5月25日  | |
| ビッチリッチパーティ！～ギャルお嬢様の殿方イキヌキ計画～          | 2018年 9月28日  | 2018年 9月28日  | |
| GAP魔法少女！？ミルキー・ウェイ ～異形淫蝕の果てに～              | 2019年 1月25日  | 2019年 1月25日  | |
| 絶対服従プリンセス～姫辱革命録～                                  | 2019年 4月26日  | 2019年 4月26日  | |
| 触手胎姦の魔法少女☆ユーリ                                         | 2019年 7月26日  | 2019年 7月26日  | |
| 魔王の娘と外道勇者～紅の瞳と白き淫濁～                            | 2019年11月29日  | 2019年11月29日  | |
| 魔王が遺した刻淫～帰城と言う名のイキ地獄～                        | 2020年 3月27日  | 2020年 3月27日  | |
| 魔女の無限回廊                                                    | 2020年 6月26日  | 2020年 6月26日  | |
| 女体狂乱プリンセス                                                | 2020年 9月25日  | 2020年 9月25日  | |
| 魔滅姫ミコト～受精必至の異種姦獄～                                | 2020年 12月25日 | 2020年 12月25日 | |
| 魔闘士マイヤ 魔域十二子宮編                                       | 2021年 4月30日  | 2021年 4月30日  | |
| ガチンコ! ビッチクラブ センセーション                             | 2021年 7月21日  | 2021年 7月21日  | |
| 魔法少女リオナ☆フィオナ ～最弱の姉と最強の妹～                    | 2021年 10月29日 | 2021年 10月29日 | |
| 絶対命令 異世界操心パーティ！                                     | 2022年 2月25日  | 2022年 2月25日  | |
| 魔王が現代世界に転生したらおっぱいを愛でなくてはならなくなった件  | 2022年 5月27日  | 2022年 5月27日  | |
| ハーレムビッチハウス!                                             | 2022年 8月26日  | 2022年 8月26日  | |
| 魔法少女フーワ 〜触手狂精姦〜                                     | 2022年 12月23日 | 2022年 12月23日 | |
| 病みつきヤンデレハーレム!                                         | 2023年 3月31日  | 2023年 3月31日  | |
| プレイ! プレイ! プレイ! ロック!                                   | 2023年 7月28日  | 2023年 7月28日  | 限定版に『プレイ! プレイ! プレイ! アンロック!』『レイプ! レイプ! レイプ! Remastered』同梱                                                             |
| 三美姫の牝豚 〜姦獄の城〜                                         | 2023年 11月24日 | 2023年 11月24日 | |
| クソザコ魔王少女アカリ 〜イシュカンダルへようこそ!〜              | 2024年 3月29日  | 2024年 3月29日  | |
| 電魔絶頂☆マホウ少女スズハ ～科学と魔法と触手淫蠢～                | 2024年 7月26日  | 2024年 7月26日  | |
| ビッチナースホスピタル〜イキヌキ性処理看護しちゃいます〜          | 2024年 11月29日 | 2024年 11月29日 | |
| 魔想の果のスノウホワイト Snow White and the Seven Emotions        | 2025年 3月28日  | 2025年 3月28日  | |
| 二美姫のマリオネット 〜高貴なる姉妹の尊厳崩壊〜                   | 2025年 7月25日  | 2025年 7月25日  | |

### わるきゅ～れ++（作品一覧）
| タイトル                                                   | 発売日         | 発売日         | 備考 |
| タイトル                                                   | ダウンロード版 | パッケージ版   | 備考 |
| ---------------------------------------------------------- | -------------- | -------------- | ---- |
| レイプ！レイプ！レイプ！ Vol.01 最初の犠牲者               | 2008年10月17日 | 2008年10月17日 |      |
| レイプ！レイプ！レイプ！ Vol.02 真白き闇                   | 2009年2月13日  | 2009年2月13日  |      |
| レイプ！レイプ！レイプ！ Vol.03 連鎖する狂気               | 2009年7月10日  | 2009年7月10日  |      |
| レイプ！レイプ！レイプ！DVD-BOX                            | －             | 2010年10月8日  |      |
| プリンセスナイト☆カチュア Vol.01 零落の竜騎姫              | 2010年6月11日  | 2010年6月11日  |      |
| プリンセスナイト☆カチュア Vol.02 淫堕の女王                | 2011年1月21日  | 2011年1月21日  |      |
| プリンセスナイト☆カチュア Vol.03 狂宴の一族                | 2011年11月18日 | 2011年11月18日 |      |
| 吸尻鬼 上巻 淫肛を渇望する一族≪ダークストーカーズ≫         | 2011年3月11日  | 2011年3月11日  |      |
| 魔法少女えれな Vol.01 「えれな、イキます!」≪Lift off≫      | 2011年7月8日   | 2011年7月8日   |      |
| 魔法少女えれな Vol.02「えみる、ヤります!」≪Fall on≫        | 2012年4月13日  | 2012年4月13日  |      |
| プリンセスナイト☆カチュア DVD-BOX                          | －             | 2012年9月14日  |      |
| 吸尻鬼 下巻 肛悦に堕ちゆく吸穴姫≪アナルドランカー≫         | 2012年12月21日 | 2012年12月21日 |      |
| 魔法少女えれな Vol.03「えれな、ハジけます！」≪Lands on...≫ | 2013年2月22日  | 2013年2月22日  |      |
| 吸尻鬼 DVD-BOX                                             | －             | 2014年6月13日  |      |